# 平成23年台風第8号
平成23年台風第8号（へいせい23ねんたいふうだい8ごう、アジア名：ノックテン）は2011年7月に発生した台風である。

## 概要

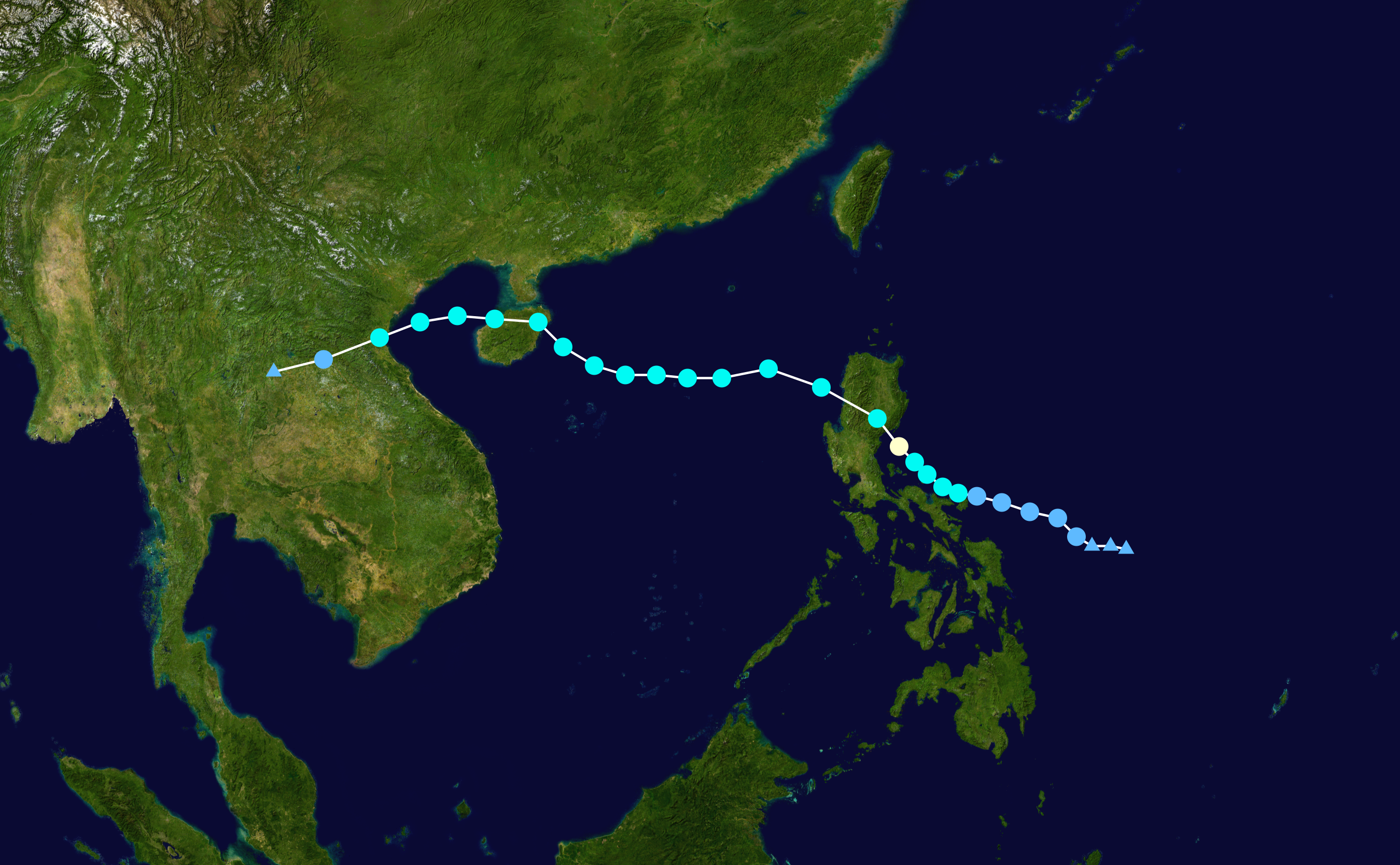
進路図

2011年7月25日3時、フィリピンの東（北緯12度41分・東経128度6分）で熱帯低気圧が発生し、26日9時に台風となって、アジア名「ノックテン（Nock-ten）」と命名された。命名国はラオスで、鳥を意味する。また、フィリピン大気地球物理天文局はこの台風について、フィリピン名「フアニン（Juaning）」と命名している。台風に発達した翌日の27日に、フィリピンのルソン島に上陸し、同日の21時に抜けて、29日に海南省を通過。30日にはベトナムに再上陸した。その後、31日9時にタイとラオスの国境付近で熱帯低気圧に変わり、同日15時に大陸の低圧部に吸収されて消滅した。

## 影響・被害
ルソン島では26日、台風に伴う暴風雨に見舞われ南部のアルバイ州で10万戸以上、南カマリネス州で約3万人が避難した。27日までにフィリピン当局がまとめたところによると、35人が死亡、25人が行方不明となっている。またアルバイ州などで70万人以上が被災した。最終的に、フィリピンでの合計死者数は75人となった。29日、海南省北東部に台風が上陸したことにより、同省では死者2人のほか、75万人に被害が及んだ。経済的損失は、およそ3億7700万元であった。またベトナムでも3人が亡くなっている。ベトナムやフィリピンなど、台風の影響を受けた地域での死者の総計は100人を超えた。